# 11853 Runge
A 11853 Runge (ideiglenes jelöléssel 1988 RV1) a Naprendszer kisbolygóövében található aszteroida. Freimut Börngen fedezte fel 1988. szeptember 7-én.